# Horacio Podestá
Horacio Podestá   (Buenos Aires, 26 de juliol de 1911 - valor desconegut, 15 de juliol de 1999) fou un remer argentí que va competir durant la dècada de 1930.
El 1936 va prendre part en els Jocs Olímpics de Berlín on, fent parella amb Julio Curatella, guanyà la medalla de bronze en la prova del dos sense timoner del programa de rem.